# Graphomoa
Graphomoa theridioides es una especie de araña araneomorfa de la familia Linyphiidae. Es el único miembro del género monotípico Graphomoa.

## Distribución
Se encuentra en los Estados Unidos en los Montes Apalaches.  